# Emmett Shear
Emmett Shear (nascut el 1983) és un empresari i inversor nord-americà d'Internet. És cofundador de les plataformes de vídeo en directe Justin.tv i TwitchTV. Va ser el conseller delegat de Twitch. També és soci a temps parcial de l'empresa de capital risc Y Combinator. Durant el novembre de 2023 va ser breument el conseller delegat d'OpenAI.

## Primers anys i educació
Emmett Shear va obtenir una llicenciatura en ciències de la computació a la Universitat Yale el 2005.

## Carrera

### Justin.tv
El 2006, Shear, juntament amb els seus socis Justin Kan, Michael Seibel i Kyle Vogt, va posar en marxa Justin.tv, un canal de vídeo en directe, 24 hores al dia, de la vida de Justin Kan, emès a través d'una càmera web connectada al seu cap.
El "lifecasting" de Kan va durar uns vuit mesos, però els quatre socis van decidir passar a oferir una plataforma de vídeo en directe perquè qualsevol pogués publicar un flux de vídeo en directe. Llançada el 2007, Justin.tv era una de les plataformes de vídeo en directe més grans del món, amb més de 30 milions d'usuaris únics al mes, fins que es va tancar el 5 d'agost del 2014.
El 29 d'agost de 2011, Shear es va convertir en conseller delegat.

### Twitch
Després del llançament de Justin.tv el 2007, el lloc va començar ràpidament a crear categories de contingut de temes específics com Social, Tecnologia, Esports, Entreteniment, Notícies i Esdeveniments, Jocs i altres. La configuració de jocs, en particular, va créixer molt ràpid i es va convertir en el contingut més popular del lloc.
El juny de 2011, l'empresa va decidir escindir el contingut de jocs sota una marca i un lloc separats. La van anomenar TwitchTV, inspirada en el terme twitch gameplay. Es va llançar oficialment en beta pública el 6 de juny del 2011.
El 25 d'agost de 2014, Amazon va adquirir oficialment Twitch per 970 milions de dòlars.
El març de 2020, durant la pandèmia de COVID-19, a través de Twitch, Shear va anunciar que donaria un milió de dòlars a la pastisseria Three Babes Bakeshop, propietat de dones i minories, al barri de Bayview de San Francisco. Els diners s'utilitzaran per formar una organització sense ànim de lucre que mantingui els petits negocis en funcionament, ja que la gent s'ha de quedar a casa durant el brot.

### Y Combinador
Shear es va convertir en soci a temps parcial de Y Combinator el juny de 2011, on ofereix assessorament a les noves startups de cada tanda. Va ser membre de la primera tanda de startups finançades per YC el 2005 per a Kiko Calendar, i va ser finançat per YC de nou per a Justin.tv.

## OpenAI
El 19 de novembre de 2023 va ser nomenat com a conseller delegat interí d'OpenAI, després que Sam Altman sigues destituït. Va amenaçar de dimitir a menys que el consell pogués proporcionar documentació o proves de mala conducta per justificar l'acomiadament d'Altman. El 21 de novembre es va arribar a un acord per restituir a Sam Altman com a conseller delegat d'OpenAI, mostrant-se satisfet pel resultat i per haver sigut part de la solució.